# Assembly (serie de televisión)
Assembly (en hangul, 어셈블리; romanización revisada, Eosembeuli), también conocida en español como Asamblea, es una serie de televisión surcoreana emitida por KBS 2TV desde el 15 de julio hasta el 17 de septiembre de 2015 y es protagonizada por Jung Jae Young, Song Yoon Ah y Taecyeon.

## Argumento

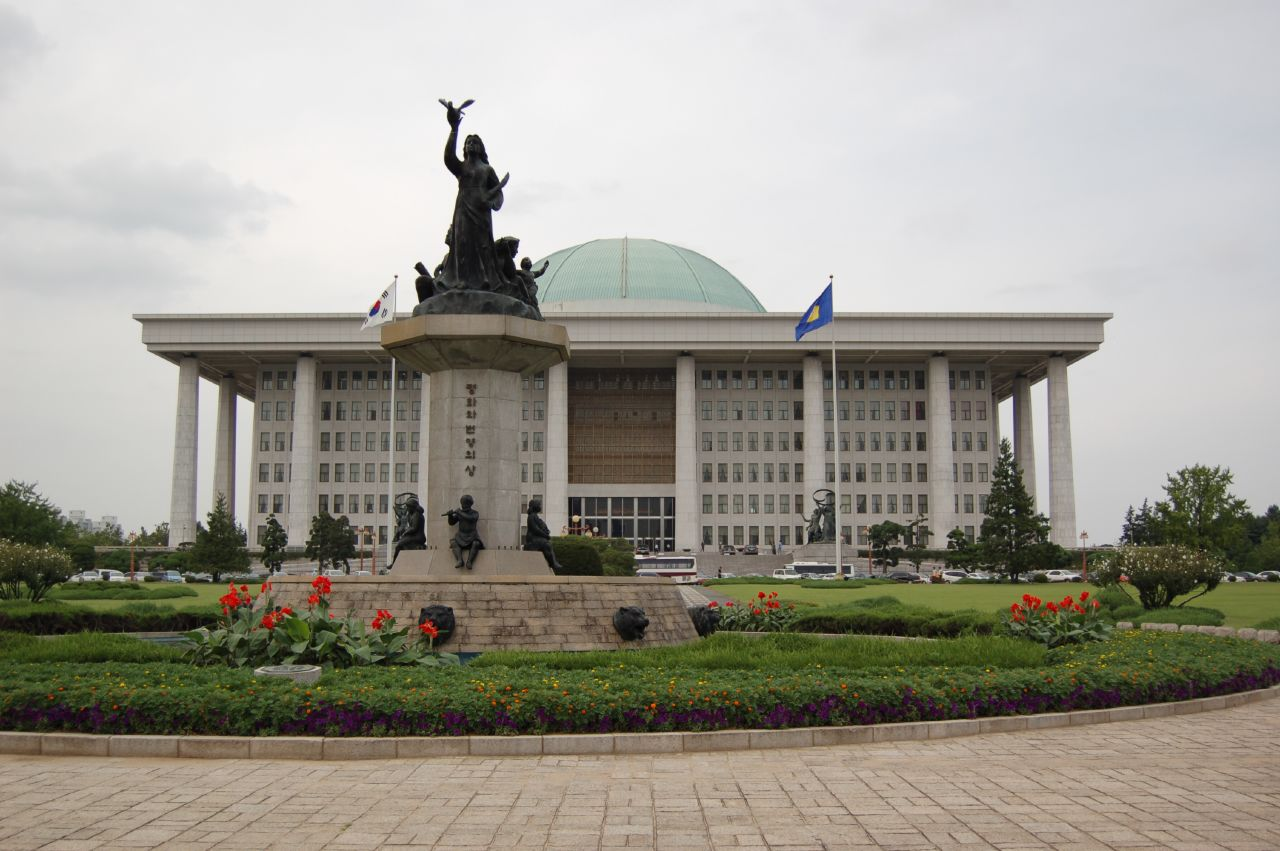
En la Asamblea Nacional de Corea del Sur se desarrolla la historia de la serie.

Durante 23 años seguidos Jin Sang Pil (Jung Jae Young) es un soldador del astillero hasta que es injustamente despedido junto a sus compañeros. En su lucha por su reincorporación se convierte en el portavoz del sindicato de trabajadores. No obstante, esta situación lo conduce a convertirse en miembro de la recién elegida Asamblea Nacional, pero debido a su idealismo e ingenuidad, Sang Pil encuentra dificultades para navegar por los pasillos de la política, hasta que recibe ayuda del inteligente Choi In Kyung (Song Yoon Ah) y comienzan a trabajar juntos para lograr un cambio real en el gobierno.

## Reparto

### Personajes principales
- Jung Jae-young como Jin Sang-pil.
- Song Yoon-ah como Choi In Kyung.
- Ok Taecyeon como Kim Kyu Hwan.[3]
- Jang Hyun-sung como Baek Do-hyun.[4]
- Park Yeong-gyu como Park Choon-sub.
- Kim Seo-hyung como Hong Chan Mi.

### Personajes secundarios
Partido gobernante
- Lee Won Jae como Kang Sang Ho.
- Jung Hee-tae como Im Kyu Tae.[5]

Oposición parlamentaria
- Choi Jin-ho como Jo Woong-kyu.
- Kil Hae Yeon como Chun No Shim.

Empleados de la oficina de Sang Pil
- Sung Ji Roo como Byun Sung Ki.
- Yoon Bok In como Oh Ae Ri.
- Seo Hyun-chul como Seo Dong Jae.[6]
- Im Ji Kyu como Shim Dong Chun.
- Kim Bo Mi como Song So Mi.
- Kang Ye Won como Park Da Jung.

Cercanos a Sang Pil
- Son Byung Ho como Bae Dal Soo.
- Lee Hang Na como Kim Kyung Ah.
- Kim Ji Min como Jin Joo Min.

Apariciones especiales
- Cho Jae Hyun.
- Tae In-ho

## Recepción

### Audiencia
En azul la audiencia más baja y en rojo la más alta, correspondientes a las empresas medidoras TNms y AGB Nielsen.
| Ep. # | Fecha de emisión         | Share        | Share        | Share       | Share       |
| Ep. # | Fecha de emisión         | TNmS Ratings | TNmS Ratings | AGB Nielsen | AGB Nielsen |
| Ep. # | Fecha de emisión         | Nacional     | Seúl         | Nacional    | Seúl        |
| ----- | ------------------------ | ------------ | ------------ | ----------- | ----------- |
| 1     | 15 de julio de 2015      | 4.8 %        | 5.9 %        | 5.2 %       | 4.9 %       |
| 2     | 16 de julio de 2015      | 3.4 %        | 4.1 %        | 4.7 %       | 4.8 %       |
| 3     | 22 de julio de 2015      | 4.0 %        | 4.4 %        | 5.2 %       | 5.1 %       |
| 4     | 23 de julio de 2015      | 3.8 %        | 4.5 %        | 4.9 %       | 5.3 %       |
| 5     | 29 de julio de 2015      | 4.4 %        | %            | 5.0 %       | 5.1 %       |
| 6     | 30 de julio de 2015      | 3.7 %        | 4.2 %        | 4.8 %       | 5.8 %       |
| 7     | 5 de agosto de 2015      | 4.7 %        | 4.1 %        | 5.3 %       | 5.5 %       |
| 8     | 6 de agosto de 2015      | 3.7 %        | %            | 4.9 %       | 4.8 %       |
| 9     | 12 de agosto de 2015     | 4.8 %        | 4.4 %        | 5.9 %       | 5.8 %       |
| 10    | 13 de agosto de 2015     | 4.6 %        | 4.1 %        | 4.7 %       | 4.5 %       |
| 11    | 19 de agosto de 2015     | 4.5 %        | 4.3 %        | 6.0 %       | 6.0 %       |
| 12    | 20 de agosto de 2015     | 4.2 %        | 5.0 %        | 5.7 %       | 5.8 %       |
| 13    | 26 de agosto de 2015     | 3.9 %        | %            | 4.9 %       | 4.9 %       |
| 14    | 27 de agosto de 2015     | 4.0 %        | 4.5 %        | 5.6 %       | 5.5 %       |
| 15    | 2 de septiembre de 2015  | 4.2 %        | %            | 5.4 %       | 5.2 %       |
| 16    | 3 de septiembre de 2015  | 4.4 %        | %            | 6.0 %       | 5.8 %       |
| 17    | 9 de septiembre de 2015  | 4.6 %        | 4.4 %        | 5.7 %       | 5.5 %       |
| 18    | 10 de septiembre de 2015 | 5.0 %        | 5.1 %        | 6.0 %       | 5.9 %       |
| 19    | 16 de septiembre de 2015 | 3.5 %        | 3.5 %        | 5.4 %       | 5.2 %       |
| 20    | 17 de septiembre de 2015 | 4.2 %        | 4.7 %        | 4.9 %       | 4.8 %       |

## Premios y nominaciones
| Año  | Categoría                                     | Premio            | Nominado       | Resultado |
| ---- | --------------------------------------------- | ----------------- | -------------- | --------- |
| 2015 | Excellence Award, Actor in a Mid-length Drama | Premios KBS Drama | Jung Jae-young | Nominado  |
| 2015 | Top Excellence Award, Actor                   | Premios KBS Drama | Jung Jae-young | Nominado  |
| 2015 | Mejor actor de reparto                        | Premios KBS Drama | Jang Hyun-sung | Nominado  |

## Emisión internacional
- Canadá: All TV (2015).
- Hong Kong: Big Big Channel (2016).